# 1973
| 1973                                                                     |
| ------------------------------------------------------------------------ |
| Dødsfald - Fødsler                                                       |
| • Begivenheder • Film • Litteratur • Musik • Politik • Sport • Videnskab |

| Gregoriansk kalender | 1973 MCMLXXIII          |
| Ab urbe condita      | 2726                    |
| Armensk kalender     | 1422 ԹՎ ՌՆԻԲ            |
| Kinesiske kalender   | 4669 – 4670 壬子 – 癸丑 |
| Etiopisk kalender    | 1965 – 1966             |
| Jødisk kalender      | 5733 – 5734             |
| Hindukalendere       |                         |
| - Vikram Samvat      | 2028 – 2029             |
| - Shaka Samvat       | 1895 – 1896             |
| - Kali Yuga          | 5074 – 5075             |
| Iransk kalender      | 1351 – 1352             |
| Islamisk kalender    | 1393 – 1394             |

Regerende dronning i Danmark: Margrethe 2. 1972-2024
Se også 1973 (tal)

## Begivenheder

### Januar
- 1. januar – Storbritannien, Irland, og Danmark tilslutter sig Det Europæiske Fællesskab.
- 15. januar – Golda Meir bliver som det første israelske statsoverhoved modtaget af paven
- 17. januar - Ferdinand Marcos bliver præsident "på livstid" i Filippinerne
- 24. januar - der bliver indgået våbenhvile i Vietnamkrigen
- 27. januar – USA's engagement i Vietnamkrigen ender med underskrivelsen af en fredstraktat

### Februar
- 11. februar – De første amerikanske krigsfanger fra Vietnamkrigen frigives

### Marts
- 8. marts - 98 % af befolkningen i Nordirland stemmer for fortsat tilknytning til Storbritannien
- 16. marts - Dronning Elizabeth 2. indvier den nye London Bridge, den tidligere var blevet solgt for 1 million pund og genopført i USA
- 28. marts - den amerikanske skuespiller Marlon Brando nægter at modtage en Oscar i protest mod USA's opførsel over for det indianske folk.
- 29. marts – den sidste amerikanske soldat forlader Vietnam

### April
- 1. april – 1 øre og 2 øre afskaffes som mønter i Danmark. Sidste mulighed for omveksling er 30. juni.
- 1. april - Københavns Lufthavn, Roskilde i Tune indvies.
- 3. april - Den første mobiltelefon anvendes i New York City
- 4. april - World Trade Center bliver officielt erklæret færdigt og åbner
- 6. april – Rumfartøjet Pioneer 11 opsendes.
- 15. april – Verdens mindste registrerede hest, en hingst ved navn Little Pumpkin, bliver født. I 1975 målte han 35,5 cm. og vejede 9 kg.
- 30. april - i forbindelse med Watergate-skandalen træder de centrale personer H.R. Haldeman og John Ehrlichman tilbage

### Maj
- 14. maj - USA opsender Skylab rumstationen
- 17. maj - Senatshøringer om Watergate under ledelse af senator Sam Ervin indledes
- 23. maj - Købmagergade i København bliver gågade
- 24. maj - loven om fri abort vedtages
- 25. maj - den første besætning til NASA's rumstation Skylab opsendes
- 29. maj - Folketinget vedtager loven om bopælspligt for folk, der køber landbrugsejendomme

### Juni
- 1. juni – den græske militærjunta nedlægger monarkiet og udråber en republik
- 8. juni - Trafikminister Jens Kampmann og hans svenske kollega Bengt Norling underskriver en principaftale om bygningen af Øresundsbroen til cirka 1,2 milliarder kr. og en tunnel mellem Helsingør og Helsingborg
- 13. juni – loven om fri abort i Danmark vedtages af Folketinget. Loven træder i kraft 1. oktober
- 20. juni - efter 10 års landflygtighed vender den tidligere diktator Juan Peron tilbage til Argentina. Der opstår uroligheder, og 13 bliver dræbt, mens mere end 300 såres
- 21. juni - Richard Nixon og Leonid Bresjnev underskriver en våbenbegrænsningsaftale
- 23. juni - Paven åbner Vatikangalleriet for moderne kunst

### Juli
- 10. juli – Bahamas opnår uafhængighed inden for Commonwealth
- 29. juli - racerkøreren Roger Williamson mister livet på Zandvort-banen i en af racersportens største skandaler[1]

### August
- 5. august - i Athens Lufthavn åbner arabiske terrorister ild og dræber tre og sårer 55
- 15. august – det amerikanske bombardement af Cambodia slutter. Hermed ender 12 års krigshandlinger fra amerikansk side i Sydøstasien

### September
- 1. september – 35 mennesker omkommer efter pyromanbrand på Hotel Hafnia i København. Først i 1987 tilstår en evnesvag person at være gerningsmanden
- 7. september - Jackie Stewart vinder Formel 1 mesterskabet for tredje gang
- 11. september – Chiles demokratisk valgte regering væltes ved et amerikansk støttet militærkup. Præsident Salvador Allende dør, og general Augusto Pinochet leder herefter en militærjunta som bevarer magten i Chile de næste 17 år.
- 15. september – Sveriges konge Gustav VI Adolf dør. Carl XVI Gustav bliver ny konge.
- 15./16. september – Den chilenske musiker, instruktør og aktivist Victor Jara henrettes på Estadio Chile efter flere dages tortur.
- 16. september - Sverige afholder Riksdagsvalg til Rigsdagen.
- 18. september – Vesttyskland, Østtyskland og Bahama-øerne optages i FN
- 23. september - ved valget i Argentina opnår Juan Peron 61,8% af stemmerne. Hermed er han tilbage i argentinsk politik, og to dage senere tages han og hans hustru Isabel i ed, hun som landets første kvindelige vicepræsident
- 24. september - Guinea-Bissau i Vestafrika bliver selvstændig fra Portugal
- 26. september - et Concorde-fly sætter ny hastighedsrekord på en tur over Atlanterhavet
- 27. september - Operahuset i Sydney, tegnet af Jørn Utzon, tages i brug

### Oktober
- 1. oktober - Danmark indfører loven om fri abort
- 6. oktober – den fjerde og største arabisk-israelske konflikt Yom Kippur-krigen begynder, da egyptiske og syriske styrker angriber Israel samtidig med, at jøderne markerer Yom Kippur
- 9. oktober - Elvis Presley bliver skilt fra Priscilla efter 6 års ægteskab. Hun får $1,5 million og et hustrubidrag på $4.200 om måneden
- 10. oktober – Spiro T. Agnew træder tilbage som vicepræsident for USA. Efterfølgende tilstår han i den føderale retssal i Baltimore skatteunddragelse for et beløb på $29.500 han modtog i 1967, mens han var guvernør for Maryland. Han får en bøde på $10.000 og 3 års betinget fængsel.
- 17. oktober – de olieproducerende lande i OPEC indleder handelsembargo mod de vestlige lande, der støtter Israel under Yom Kippur-krigen, og udløser derved den første oliekrise
- 20. oktober - Operahuset i Sydney bliver officielt åbnet af Dronning Elizabeth efter 14 års byggeri
- 29. oktober - broen over Bosporus-strædet i Tyrkiet indvies. Som den eneste bro i verden forbinder den de to verdensdele Europa og Asien

### November
- 3. november - USA opsender Mariner 10 med kurs mod Merkur
- 7. november - Erhard Jakobsen stifter det nye parti Centrum-Demokraterne (CD). Dagen før havde Erhard Jakobsen meldt sig ud af Socialdemokratiet, som han var folketingsmedlem for
- 11. november – Egypten og Israel underskriver en amerikansk inspireret våbenhvile
- 17. november - England og Frankrig aftaler at bygge en tunnel under Den engelske Kanal
- 17. november - det socialdemokratiske folketingsmedlem Erhard Jakobsen bryder med Socialdemokratiet og stifter det nye parti Centrum-Demokraterne
- 20. november - en af Lufthansas jumbojets styrter ned få meter uden for lufthavnsområdet i Nairobi i Kenya, og 59 mennesker omkommer
- 24. november - den oprindelige befolkning i Australien - aboriginer - får stemmeret
- 25. november - den græske premierminister George Papadopoulus fjernes ved et militærkup
- 25. november - grundet oliekrisen bliver søndagskørsel forbudt i Danmark
- 27. november - det amerikanske senat godkender med stemmerne 92 mod 3 Gerald Ford som vicepræsident (den 6. december godkendes han i Repræsentanternes hus med stemmerne 387 mod 35)
- 30. november - Danmark sætter kulderekord i november med -21,3 °C målt ved Tarm i Vestjylland

### December
- December – Chile afbryder diplomatiske forbindelser med Sverige
- 1. december - Papua Ny Guinea opnår selvstyre fra Australien
- 4. december – Der afholdes folketingsvalg i Danmark, hvor de etablerede partier oplever voldsom tilbagegang. Til gengæld stormer de nye partier Centrum-Demokraterne og Fremskridtspartiet ind i Folketinget i det, der siden er kaldt "Jordskredsvalget"
- 6. december - Gerald Ford tages i ed som vicepræsident i USA
- Undervisningspligten bliver udvidet fra 7 til 9 år.

## Født

### Januar
- Magdalena Kožená, tjekkisk sanger.
- 9. januar – Sean Paul, jamaicansk sanger.
- 10. januar – Jakob Cedergren, dansk skuespiller.
- 12. januar – Hande Yener, tyrkisk sangerinde.
- 13. januar – Line Gertsen, dansk journalist og vært på TV Avisen.
- 20. januar – Mathilde af Belgien, belgisk dronning.
- 26. januar – Brendan Rodgers, nordirsk fodboldspiller.

### Februar
- 1. februar – Yuri Landman, hollandsk eksperimental musikinstrumentbygger, tegneseriekunstner og musiker.
- 11. februar – Varg Vikernes, norsk rockmusiker og morder.
- 24. februar – Jakob Olrik, dansk forfatter.
- 28. februar – Niels Nørløv Hansen, dansk filminstruktør.

### Marts
- 9. marts – Jakob Piil, dansk cykelrytter, vinder af bl.a paris-tours 2002 og 10. etape af Tour de France.

### April
- 4. april – David Blaine, illusionist.
- 27. april – Kenneth Carlsen, dansk tennisspiller.
- 30. april – Michael Blaudzun, dansk cykelrytter.

### Maj
- 1. maj - Lee Barrow, engelsk tidligere fodboldspiller.
- 13. maj - Anders Fogh Jensen, dansk filosof, forfatter og foredragsholder.
- 16. maj – Tori Spelling, amerikansk skuespillerinde.
- 21. maj – Noel Fielding, engelsk komiker, skuespiller og kunstner.
- 22. maj – Nikolaj Lie Kaas, dansk skuespiller.

### Juni
- 14. juni – Poul Duedahl, dansk forfatter og historiker.
- 21. juni – Juliette Lewis, amerikansk skuespillerinde og musiker.
- 28. juni – Carsten Bjørnlund, dansk skuespiller.

### Juli
- 5. juli – Camilla Andersen, dansk håndboldspiller.
- 15. juli – John Dolmayan, amerikansk/armensk trommeslager i System of a Down.
- 23. juli – Monica Lewinsky, amerikansk kvinde.
- 27. juli - Lasse Sigdal, dansk fodboldspiller.
- 30. juli - Randi Laubek, dansk sangerinde og sangskriver.

### August
- 6. august - Vera Farmiga, amerikansk skuespillerinde.
- 18. august - Daisuke Ishiwatari, japansk videospils skaber.
- 19. august - Kronprinsesse Mette-Marit af Norge, norsk kronprinsesse.
- 19. august - Ahmed Best, amerikansk skuespiller.

### September
- 5. september – Rose McGowan, amerikansk skuespiller.
- 12. september - Paul Walker, amerikansk skuespiller (død 2013).
- 18. september - James Marsden, amerikansk skuespiller.
- 25. september - Jakob Ellemann-Jensen, dansk politiker.

### Oktober
- 2. oktober – Carsten Bo Eriksen, dansk komponist.
- 3. oktober – Neve Campbell, canadisk skuespillerinde.
- 5. oktober – Cédric Villani, fransk matematiker.
- 26. oktober – Karina Lorentzen, SF's retsordfører.
- 31. oktober – Beverly Lynne, Amerikansk skuespillerinde.

### November
- 18. november – Benjamin Schou, dansk offer for politivold (død 2008).
- 21. november – Marie Askehave, dansk skuespillerinde.

### December
- 3. december – Holly Marie Combs, amerikansk skuespillerinde.
- 8. december – Corey Taylor, amerikansk forsanger i slipknot og stone sour.
- 14. december – Nanna Bøttcher, dansk skuespillerinde.

## Dødsfald

### Januar
- 22. januar – Lyndon B. Johnson, amerikansk præsident (født 1908).
- 26. januar – Edward G. Robinson, amerikansk skuespiller (født 1893).
- 30. januar – Olaf Gynt, dansk digter (født 1909).
- 31. januar – Ragnar Frisch, norsk økonom og nobelprismodtager (født 1895).

### Februar
- 1. februar – Axel Gunnar Larsen, dansk politiker, civilingeniør, direktør og minister (født 1902).
- 2. februar – Knud Agger, dansk maler (født 1895).
- 11. februar – J. Hans D. Jensen, tysk fysiker (født 1907).

### Marts
- 6. marts – Pearl S. Buck, amerikansk forfatter og nobelprismodtager (født 1892).
- 8. marts – August Keil, dansk billedhugger (født 1904).
- 18. marts - Johannes Aavik, estisk sprogforsker og forfatter (født 1880).
- 19. marts – Lauritz Melchior, kgl. dansk kammersanger (født 1890).
- 26. marts – Noël Coward, skuespiller og forfatter (født 1899).

### April
- 3. april – Carl Schwenn, dansk maler (født 1888).
- 3. april – Svend Bille, dansk skuespiller (født 1888).
- 8. april – Pablo Picasso, spansk maler (født 1881).
- 9. april – Sigurd Swane, dansk maler og forfatter (født 1879).
- 12. april – Arthur Freed, amerikansk filmproducer (født 1894).
- 19. april – Hans Kelsen, østrigsk jurist og retsfilosof (født 1881).
- 21. april – Merian C. Cooper, amerikansk flypilot, filminstruktør og -producer (født 1893).
- 21. april – Arthur Fadden, australsk revisor og politiker, 13. Australiens premierministre (født 1894).

### Maj
- 1. maj – Asger Jorn, dansk billedkunstner (født 1914).
- 12. maj – Frances Marion, amerikansk journalist og manuskriptforfatter (født 1888).
- 17. maj – Pedro Biker, dansk radio- og tv-speaker samt sanger (født 1925).
- 29. maj – P. Ramlee, malaysisk skuespiller (født 1929).

### Juni
- 5. juni – Henrik Starcke, dansk billedhugger (født 1899).
- 11. juni – Charlotte Ernst, dansk skuespiller (født 1939).
- 24. juni – Bent Werther, dansk sanger (født 1932).

### Juli
- 2. juli – Betty Grable, amerikansk skuespiller (født 1916).
- 6. juli – Otto Klemperer, tysk dirigent (født 1885).
- 6. juli – Joe E. Brown, amerikansk skuespiller (født 1892).
- 7. juli – Veronica Lake, amerikansk skuespiller (født 1922).
- 7. juli – Max Horkheimer, tysk filosof (født 1895).
- 12. juli – Lon Chaney Jr., amerikansk skuespiller (født 1906).
- 18. juli – Jack Hawkins, engelsk skuespiller (født 1910).
- 20. juli – Bruce Lee, kinesisk-amerikansk karateekspert og filmstjerne (født 1940).

### August
- 1. august – Poul Sørensen, dansk digter og tekstforfatter (født 1906).
- 2. august – Jean-Pierre Melville, fransk filminstruktør (født 1917).
- 8. august – Vilhelm Moberg, svensk forfatter, dramatiker og journalist (født 1898).
- 9. august – Christian Arhoff, dansk skuespiller (født 1893).
- 10. august – Charles J. Schou, dansk arkitekt (født 1884).
- 12. august – Walter Rudolf Hess, schweizisk fysiolog og nobelprismodtager (født 1881).
- 22. august – Fredie Pedersen, dansk danseinstruktør (født 1915).
- 26. august – Johannes Kjærbøl, dansk politiker, forbundsformand og minister (født 1885).
- 29. august – Søren Olesen, dansk politiker og højskoleforstander (født 1891).
- 31. august – John Ford, amerikansk filminstruktør (født 1894).

### September
- 2. september – J.R.R. Tolkien, britisk forfatter (født 1892).
- 11. september – Salvador Allende, chilensk præsident (født 1908).
- 15. september – Gustav 6. Adolf, konge af Sverige (født 1882 .
- 19. september – Gram Parsons, amerikansk musiker (født 1946).
- 20. september – Ben Webster, amerikansk/dansk jazzmusiker (født 1909).
- 23. september – Pablo Neruda, chilensk digter og nobelprismodtager (født 1904).
- 26. september – Anna Magnani, italiensk skuespiller (født 1908).
- 29. september – W. H. Auden, engelsk digter (født 1907).

### Oktober
- 2. oktober – Paavo Nurmi, finsk løber (født 1897).
- 9. oktober – Karen Marie Elisabeth Dinesen, dansk forfatter og hotelejer (født 1873).
- 10. oktober – Ludwig von Mises, østrigsk økonom (født 1881).
- 17. oktober – Axel Wanscher, dansk arkitekt (født 1902).
- 17. oktober – Ingeborg Bachmann, østrigsk forfatter (født 1926).
- 22. oktober – Pau Casals, catalansk cellist og dirigent (født 1876).

### November
- 8. november – Erik Sjøberg, kgl. dansk kammersanger og tenor (født 1909).
- 11. november – Artturi Ilmari Virtanen, finsk kemiker og akademisk, Nobelprisen i kemi prismodtageren (født 1895).
- 13. november – Professor Tribini, dansk gøgler og skuespiller (født 1915).
- 14. november – Lulu Ziegler, dansk sanger og skuespiller (født 1903).
- 15. november – Willy Skjold Burne, dansk vinhandler og grundlægger (født 1900).
- 24. november – Axel Mathiesen, dansk tegner og illustrator (født 1882).

### December
- 1. december – David Ben-Gurion, Israels første premierminister (født 1886).
- 14. december – Johannes Allen, dansk forfatter og filminstruktør (født 1916).
- 20. december - Bobby Darin, amerikansk sanger (1936).

## Musik
- 23. marts - Larks' Tongues in Aspic af King Crimson
- 24. marts – The Dark Side of the Moon af Pink Floyd
- 28. marts - Houses of the Holy af Led Zeppelin
- 7. april – Anne-Marie David vinder årets udgave af Eurovision Song Contest for Luxembourg med sangen "Tu te reconnaîtras". Konkurrencen blev afholdt i Luxembourg By, Luxembourg
- 25. maj – Tubular Bells af Mike Oldfield
- Kim Larsen udgiver sit første soloalbum, Værsgo

## Sport
- 14. januar – Super Bowl VII Miami Dolphins (14) vinder over Washington Redskins (7)
- 18. januar - Tom Bogs genvinder europamesterskabet i mellemvægtsboksning ved at pointbesejre italieneren Bettini
- 22. januar - 24-årige George Foreman fra USA bliver verdensmester i professionel sværvægtsboksning ved at knockoutbesejre Joe Frazier
- 7. september - Jackie Stewart vinder Formel 1 mesterskabet for tredje gang
- 23. september - Danmark slår i Trondheim Norge 1-0 i fodbold
- 1. november – Jørgen Hansen bokser om WBC-verdensmesterskabet i let-weltervægt i København mod italienren Bruno Acari, men bliver talt ud i 5. omgang
- 11. november - Hvidovre IF bliver danske mestre i fodbold efter at have spillet 1-1 mod AaB i sidste runde
- 31. december - Johan Cruyff udpeges som årets fodboldspiller i Europa
- Ryder Cup, golf – USA 19-Storbritannien og Irland 13

## Nobelprisen
- Fysik – Leo Esaki, Ivar Giæver, Brian David Josephson
- Kemi – Ernst Otto Fischer, Geoffrey Wilkinson
- Medicin – Karl von Frisch, Konrad Lorenz, Nikolaas Tinbergen
- Litteratur – Patrick White
- Fred – Henry A. Kissinger LeDuc Tho
- Økonomi – Wassily Leontief